# آروکیا راجیو
آروکیا راجیو (انگلیسی: Arokia Rajiv؛ زادهٔ ۲۲ مهٔ ۱۹۹۱) ورزشکار دو و میدانی اهل هند است.